# Daruvarski Vinogradi
Daruvarski Vinogradi est un village appartenant à la municipalité de Daruvar et située dans le comitat de Bjelovar-Bilogora en Croatie. En 2021, le village compte 189 habitants.